# Richland
Richland je město ve Spojených státech amerických. Nachází se v okrese Benton County ve státě Washington. Ve městě žije přibližně 61 tisíc obyvatel a jeho rozloha činí 8,8 km². Je 22. nejlidnatějším městem ve státě a 667. nejlidnatějším městem v USA. Leží v jihozápadní části státu na soutoku řek Yakima a Columbia. Bylo založeno roku 1905. Nedaleko města leží Pasco a Kennewick, se kterými tvoří souměstí. V roce 1943 ve městě začala působit americká armáda v souvislosti s projektem výstavby jaderného komplexu zvaného Hanford Site (jak součást Projektu Manhattan).

## Rodáci
- Orson Scott Card (* 1951) – americký spisovatel sci-fi a fantasy
- Hope Solová (* 1981) – americká fotbalistka
- Nate Mendel (* 1968) – americký baskytarista
- Mary Ann Hortonová (* 1955) – počítačová vědkyně a průkopnička USENETu

## Partnerská města
- Sin-ču, Tchaj-wan
- Slavutyč, Ukrajina